# Der Lex von Gutenhag

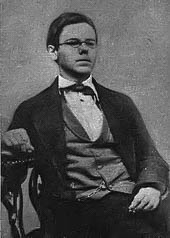
Peter Rosegger um 1865

Der Lex von Gutenhag ist eine Erzählung des österreichischen Schriftstellers Peter Rosegger aus dem Jahr 1871, die 1873 in dem Band Aus dem Walde bei Hartleben in Pest erschien.

## Inhalt
Lex von Gutenhag ist der 15-jährige Alex Großpfleger aus dem Oberland. Dort besitzt sein Vater das größte Bauerngut im Dorf Gutenhag, einer Ansiedelung aus zehn Häusern und einer Kirche.
Rosegger beschreibt das erste Jahr des Jungen im Internat einer modernen Landwirtschaftsschule in der Hauptstadt. Der Vater kutschiert den eigensinnigen, trotzigen Alex zum Bahnhof. Der Schuldirektor persönlich holt Alex vom Bahnhof ab. Gleich am ersten Schultag beginnen die Hänseleien der Mitschüler. Alex, der die Neckereien nicht als das nimmt, was sie sind – harmlose grobe Späße – wird bald vom Heimweh gepackt. Das bleibt auch Fräulein Dorothea, der Wirtschafterin, nicht verborgen. Die alte Jungfer will Alex mit ihren abergläubischen Angewohnheiten über das Schlimmste hinweghelfen. Vergeblich, der Junge büxt aus, wird jedoch vom Direktor am Bahnhof vor Abfahrt des Zuges abgefangen. Alex hatte schon eine Fahrkarte gekauft. Das Heimweh bleibt. Er muss an seine liebe Schwester Anna denken, die er, als sie noch klein war, geschlagen und dabei verletzt hatte. Als Alex für Weihnachten keine Einladung nach Hause bekommt, ist er betrübt. Dabei ist das beschriebene erste Jahr auf der Schule keine Leidensgeschichte. Lehrkräfte unterrichten in naturwissenschaftlichen Fächern und die praxisbezogene Ausbildung im Hauptfach Landwirtschaft sagt dem Schüler zu. Ihm kommt der Lehrstoff und die Übungen in letzterem Fach bekannt vor. Auf dem Gutenhager Großpflegerhof, den Alex einmal als einziger Sohn des Vaters übernehmen wird, hat er manches davon schon einmal probiert oder „studiert“. Zwar hat der Direktor dem Jungen das Betreten des Bahnhofes verboten, doch da der Vater als begüterter Bauer ein zahlender Kunde ist, muss Sohn Alex seitens der Schulleitung überhaupt nichts erdulden. Das ist ganz anders bei dem neuen Zögling Raimund, einer Vollwaise ohne Verwandte. Für Raimund kann der Direktor kein Schulgeld kassieren und behandelt den Neuen entsprechend kühl, doch nicht ausgesprochen unfreundlich. Raimund ist der einzige unter den Schülern, der Alex von Anfang an duzt. Beide etwa Gleichaltrigen befreunden sich und unternehmen in der Freizeit Ausflüge, auf denen Alex von seinem geliebten Gutenhag überschwänglich erzählt. Jedenfalls überwindet Alex unter dem Einfluss des selbständigeren Freundes peu à peu Eigensinn und Trotz. Nach Ende des ersten Schuljahres nimm Alex den Freund mit in die Sommerferien nach Gutenhag. Es sieht so aus, als interessiere sich Anna künftig mehr für Raimund als für den lieben Bruder.

## Rezeption
Der Text erinnert Wilkending an die „mädchenliterarischen Pensionsgeschichten“ jener Literaturepoche. Häufig sei der Wechsel von erlebter Rede und innerem Monolog beobachtbar.

### Ausgaben
- Peter Rosegger: Aus dem Walde. Ausgewählte Geschichten für die reifere Jugend. A. Hartleben’s Verlag, Pest 1873.
- Der Lex von Gutenhag. Ein Jugendleben im Institute. In: Das Buch der Novellen. 6. Auflage. Band 3. A. Hartleben’s Verlag, Wien 1898, S. 382–444 (archive.org).
- Der Lex von Gutenhag. Ein Jugendleben im Institute. D. C. Heath and Company, Boston 1911.
- Der Lex von Gutenhag. In: Peter Rosegger: Das Buch der Novellen. Dritter Band, L. Staackmann. Leipzig 1916, S. 66–121.

### Sekundärliteratur
- Gisela Wilkending: Vom letzten Drittel des 19. Jahrhunderts bis zum Ersten Weltkrieg: Nur marginal: Lebensgeschichten mit männlichen Protagonisten. In: Reiner Wild (Hrsg.): Geschichte der deutschen Kinder- und Jugendliteratur. J. B. Metzler, Stuttgart 2008, ISBN 978-3-476-01980-6.
- Gisela Wilkending: Erzählende Literatur. Allgemeine Gattungscharakteristik. Auflösung auktorialer Erzählkonzepte in Er/Sie Erzählsituationen. In: Otto Brunken (Hrsg.): Handbuch zur Kinder- und Jugendliteratur. Von 1850 bis 1900. J. B. Metzler, Stuttgart 2008, ISBN 978-3-476-01687-4.